# Tomasz Kantakuzen
Tomasz Kantakuzen (zm. 25 lipca 1463) – dyplomata w służbie Jerzego I Brankovicza, despoty serbskiego. 

## Życiorys
Był synem despoty Morei Demetriusza Kantakuzena. Służbę u Serbów podjął po ślubie swojej siostry Ireny Kantakuzeny z despotą serbskim Jerzym I Brankoviczem. 